# Electrodo de Clark

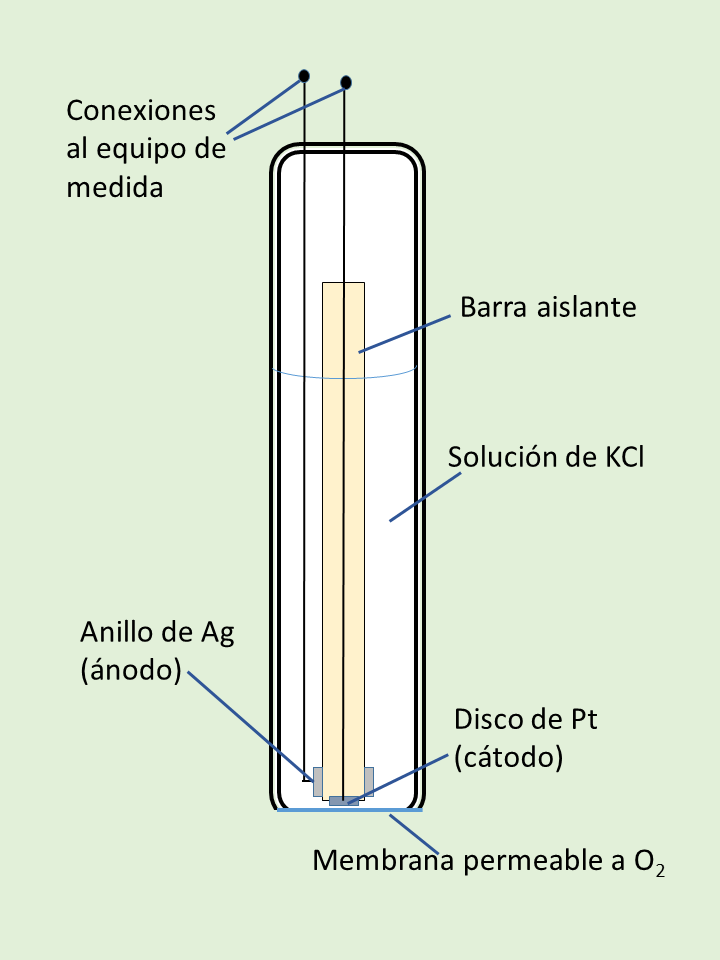
Electrodo de Clark

El electrodo Clark es un sensor electroquímico de oxígeno utilizado para la determinación del contenido oxígeno disuelto en gran variedad de medios acuosos, como agua marina, sangre, aguas residuales, etc. El nombre se debe a su inventor, el bioquímico y profesor de química Leland C. Clark Jr,  quien lo desarrolló en la década de 1950. El electrodo mide la intensidad de corriente debida a la reducción del oxígeno a agua. Esta intensidad de corriente es proporcional a la concentración del oxígeno en la muestra. Se trata, por consiguiente, de un sensor amperométrico.

## Estructura y funcionamiento
El electrodo de Clark es un cátodo formado por una barra cilíndrica de material aislante que tiene incrustado, en su parte inferior, un pequeño disco de platino. Alrededor de la parte inferior de la barra aislante, sin entrar en contacto con el platino, se encuentra un anillo de plata que actúa como ánodo. Todo ello se monta en el interior de un segundo cilindro, que se rellena de una disolución de cloruro de potasio. Para mantener la disolución en el interior, el cilindro está sellado por una fina membrana de Teflón (~20 µm) o de polietileno que, además, son permeables al oxígeno molecular, lo que permite que este gas llegue al cátodo de platino, donde se reduce, según la reacción:
{\displaystyle {\ce {O2 + 4H+ + 4e- <=> 2H2O}}}
mientras que en el ánodo se produce la oxidación de la plata metálica del anillo que lo forma:
{\displaystyle {\ce {Ag(s) + Cl^{-}(aq) <=> AgCl(s) + e-}}}
Tanto el cátodo de platino como el ánodo de plata, se conectan al dispositivo de medida, que consta de una fuente de alimentación que mantiene un potencial constante entre los dos electrodos y un amperímetro muy sensible, capaz de medir por debajo del miliamperio. Cuando el sensor de oxígeno se sumerge en la disolución muestra, el oxígeno presente difunde a través de la membrana, hasta el cátodo de platino, donde es reducido a agua. Al tratarse de una medición amperométrica, es necesario imponer una diferencia de potencial entre cátodo y ánodo. Podría pensarse que la corriente medida por el amperímetro dependerá del voltaje fijado entre cátodo y ánodo; sin embargo, esto no es así, pues el aporte de oxígeno al cátodo está limitado por la velocidad de difusión del O2 a través de la membrana permeable, de forma que por encima de un cierto voltaje, la corriente se estabiliza y el aumento adicional del potencial no da como resultado una mayor velocidad de la reacción. En este punto, la intensidad de corriente medida solo depende de la concentración de oxígeno gaseoso disuelto en la muestra. Para una correcta medida del oxígeno, el electrodo debe ser calibrado previamente mediante el empleo de disoluciones de referencia, habitualmente una disolución de sulfito de sodio para ajuste de cero y una disolución de agua destilada, saturada de oxígeno mediante agitación o aireación, para el ajuste del 100% de saturación. Igualmente, la membrana permeable a oxígeno, debe mantenerse limpia y debe ser reemplazada con cierta regularidad.